# 17954 Hopkins
17954 Hopkins è un asteroide della fascia principale. Scoperto nel 1999, presenta un'orbita caratterizzata da un semiasse maggiore pari a 2,2712786 UA e da un'eccentricità di 0,1019633, inclinata di 3,07306° rispetto all'eclittica.